# Patrick John
Patrick Roland John (* 7. Januar 1938; † 6. Juli 2021 in Roseau) war ein dominicanischer Politiker. Zwischen 1974 und 1979 diente er als Ministerpräsident der Karibikinsel.

## Leben
John begann seine politische Laufbahn als erfolgreicher Gewerkschaftsführer und als Bürgermeister der dominicanischen Hauptstadt Roseau. Nach dem überraschenden Rücktritt von Ministerpräsident Edward Oliver LeBlanc wurde John am 27. Juli 1974 zu dessen Nachfolger bestimmt. Während seiner Amtszeit erhielt Dominica am 3. November 1978 die Unabhängigkeit von Großbritannien.
Die wirtschaftlichen Probleme, nicht zuletzt ausgelöst durch Bestechlichkeit und persönliche Vorteilsnahme, zwangen John am 21. Juni 1979 zum Rücktritt. 1981 scheiterte er mit dem Plan, mit Hilfe von Mitgliedern des Ku Klux Klan die Regierung von Ministerpräsidentin Eugenia Charles zu stürzen.
Für seine Beteiligung an diesem Putschversuch, der von den Beteiligten „Operation Red Dog“ genannt wurde, wurde John zu zwölf Jahren Haft verurteilt. Nach seiner Haftentlassung wurde John, der einst in der  dominicanischen Fußballnationalmannschaft gespielt hatte, Fußballfunktionär. Er wurde 1992 zum Präsidenten der Dominica Football Association (DFA) gewählt. Unter seiner Führung wurde die DFA 1994 Mitglied der FIFA. Er diente der DFA bis 2006 als Präsident. 2007 wurde er in die Hall of Fame (Ruhmeshalle) der CONCACAF gewählt. 2008 wurde er erneut Präsident der DFA. Im November 2011 wurde er wegen seiner Verstrickung in einen Bestechungsskandal der FIFA von der FIFA gesperrt.